# Eldey
Eldey (isl. „Wyspa Ognia”) − niewielka wyspa położona na południowy zachód od Islandii, około 16 km od półwyspu Reykjanes. Zajmuje powierzchnię około 0,03 km², a jej najwyższy punkt znajduje się na wysokości 77 metrów n.p.m. Stanowi jedyną wynurzoną część podmorskiego systemu wulkanicznego Eldey.
Wyspa stanowi ważną ostoję ptaków (Important Bird Area). Jej skały są miejscem gniazdowania jednej z największych kolonii głuptaków na świecie. Według danych z lat 2013-2014 na wyspie gniazdowało blisko 15 tys. par głuptaka zwyczajnego, co stanowiło 40% populacji tego gatunku na Islandii. Wyspa podlega ochronie od 1940 roku jako pierwszy rezerwat przyrody na Islandii chroniący ptaki.
Na Eldey żyła w przeszłości duża populacja alki olbrzymiej, jednak zwierzęta te zostały całkowicie wybite podczas polowań. Ostatni znany okaz tego gatunku został zabity na Eldey w dniu 3 czerwca 1844 roku.